# سيرغي ألكسندروف
سيرغي ألكسندروف (بالروسية: Сергей Александров)‏ هو لاعب كرة قدم روسي في مركز حراسة المرمى، ولد في 7 ديسمبر 1973 في تشيبوكساري في روسيا، وتوفي في 21 فبراير 2018. لعب مع بيرين جوتشي ديلتشيف ولوخ إينيرجيا فلاديفوستوك ولوكوموتيف موسكو ونادي أورينبورغ ونيفا ترنوبل.